# Palladobismutarseniuro
La palladobismutarseniuro è un minerale.